# Tallinn Open 2022
Il Tallinn Open 2022 è un torneo di tennis femminile giocato sui campi in cemento al chiuso. È la 1ª edizione del torneo, che fa parte della categoria WTA 250 nell'ambito del WTA Tour 2022. Il torneo si gioca al FORUS Tennis Center di Tallinn in Estonia dal 26 settembre al 2 ottobre 2022.

## Partecipanti al singolare

### Teste di serie
| Nazionalità | Giocatrice          | Ranking* | Testa di serie |
| ----------- | ------------------- | -------- | -------------- |
| Estonia     | Anett Kontaveit     | 3        | 1              |
| Svizzera    | Belinda Bencic      | 14       | 2              |
| Brasile     | Beatriz Haddad Maia | 16       | 3              |
| Stati Uniti | Madison Keys        | 17       | 4              |
| Lettonia    | Jeļena Ostapenko    | 19       | 5              |
| Kazakistan  | Elena Rybakina      | 22       | 6              |
| Rep. Ceca   | Barbora Krejčíková  | 25       | 7              |
| Cina        | Zhang Shuai         | 28       | 8              |
| Svizzera    | Jil Teichmann       | 31       | 9              |

* Ranking al 19 settembre 2022.

### Altre partecipanti
Le seguenti giocatrici hanno ricevuto una wild card per il tabellone principale:
- Elena Malõgina
- Karolína Muchová
- Maileen Nuudi

La seguente giocatrice è entrata in tabellone con lo special ranking:
- Laura Siegemund

Le seguenti giocatrici sono passate dalle qualificazioni:

- Ysaline Bonaventure
- Katie Boulter
- Viktorija Golubic
- Viktória Kužmová
- Linda Nosková
- Jessika Ponchet

La seguente giocatrice è stata ripescata in tabellone come lucky loser:
- Mirjam Björklund

### Ritiri
Prima del torneo
- Anhelina Kalinina → sostituita da  Wang Xiyu
- Elena Rybakina → sostituita da  Mirjam Björklund
- Clara Tauson → sostituita da  Wang Xinyu
- Alison Van Uytvanck → sostituita da  Jaqueline Cristian

## Partecipanti al doppio

### Teste di serie
| Nazione     | Giocatrice               | Nazione    | Giocatrice        | Rank1 | Seed |
| ----------- | ------------------------ | ---------- | ----------------- | ----- | ---- |
| Stati Uniti | Nicole Melichar-Martinez | Germania   | Laura Siegemund   | 51    | 1    |
| Norvegia    | Ulrikke Eikeri           | Slovacchia | Tereza Mihalíková | 100   | 2    |
| Ucraina     | Ljudmyla Kičenok         | Ucraina    | Nadiia Kičenok    | 114   | 3    |
| Giappone    | Miyu Katō                | Cina       | Wang Xinyu        | 143   | 4    |

* Ranking al 19 settembre 2022.

### Altre partecipanti
Le seguenti giocatrici hanno ricevuto una wild card per il tabellone principale:
- Valentini Grammatikopoulou /  Daniela Vismane
- Elena Malõgina /  Maileen Nuudi

#### Ritiri
Prima del torneo
- Vivian Heisen /  Monica Niculescu → sostituite da  Jaqueline Cristian /  Vivian Heisen

## Campionesse

### Singolare
Barbora Krejčíková ha sconfitto in finale  Anett Kontaveit con il punteggio di 6-2, 6-3.
- È il quarto titolo in carriera per la Krejčíková, il primo della stagione.

### Doppio
Ljudmyla Kičenok /  Nadiia Kičenok hanno sconfitto in finale  Nicole Melichar-Martinez /  Laura Siegemund con il punteggio di 6-4, 5-7, [10-7].